# Pilwa
Die Pilwa (russisch Пи́льва) ist ein linker Nebenfluss der Kama in der russischen Region Perm.
Die Pilwa entsteht im äußersten Norden der Region Perm aus dem Zusammenfluss ihrer beiden Quellflüsse – Sewernaja Pilwa („Nördliche Pilwa“, 42 km, von links) und Juschnaja Pilwa („Südliche Pilwa“, 41 km, von rechts). Die Quellflüsse haben ihre Quelle jenseits der Grenze in der Republik Komi.
Die Pilwa fließt in südlicher Richtung durch ein sumpfiges Gelände und mündet schließlich in den Oberlauf der Kama.
Die Pilwa hat eine Länge von 214 km. Sie entwässert ein Areal von 2020 km².
Der mittlere Abfluss beträgt 20 m³/s. 
Die Pilwa ist in der Regel zwischen der ersten Oktoberhälfte und der zweiten Aprilhälfte eisbedeckt.
Zumindest in der Vergangenheit wurde auf der Pilwa Flößerei betrieben.